# Kristina Inhof

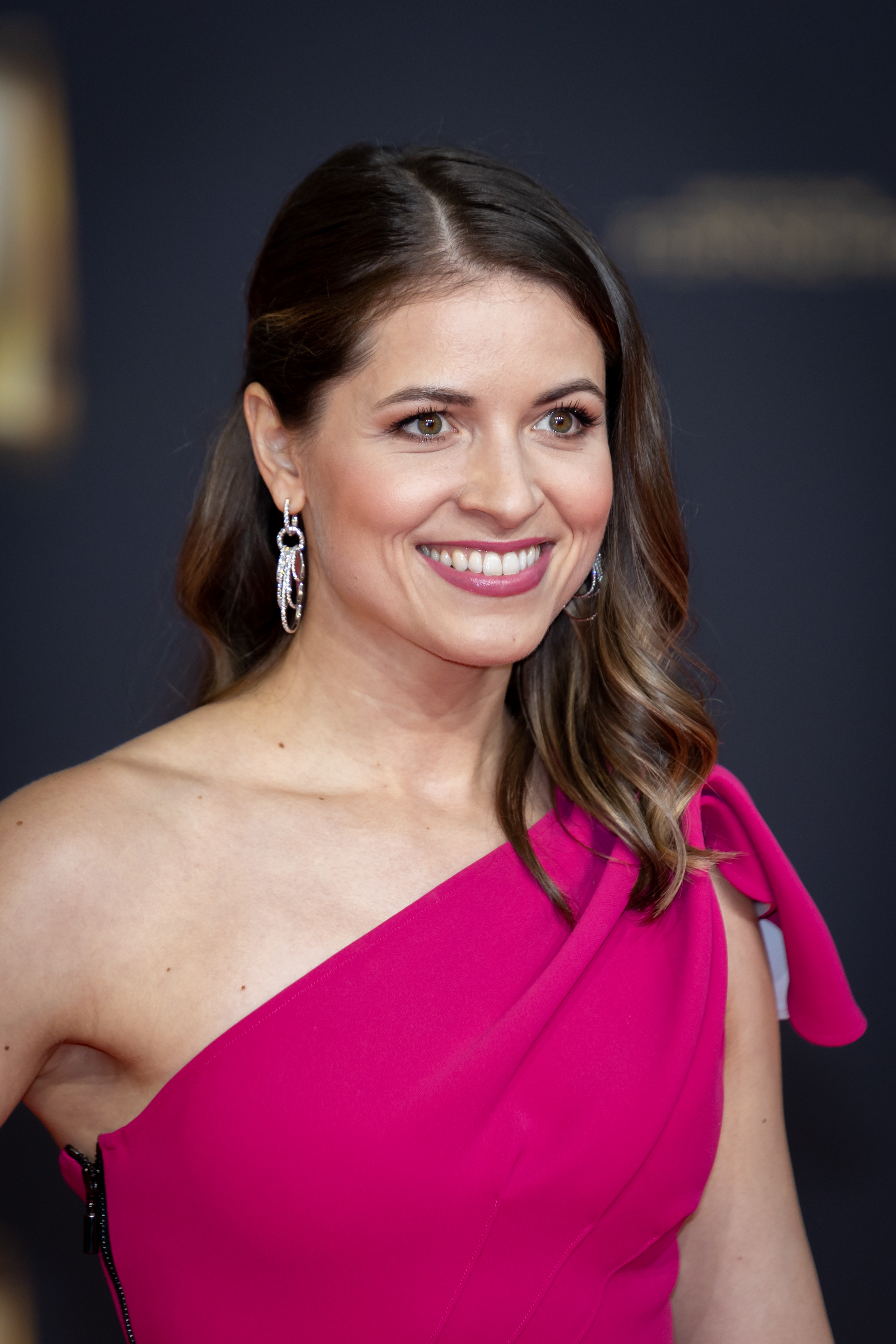
Kristina Inhof (2022)

Kristina Inhof (* 1. Oktober 1988 in Mödling) ist eine österreichische Fernsehmoderatorin und Sportjournalistin beim ORF.

## Werdegang
Inhof wurde in Mödling geboren und wuchs in Niederösterreich auf. Während ihrer Schulzeit spielte sie mehrere Jahre lang Handball bei Hypo Niederösterreich. 2008 absolvierte sie ihre Matura an der Vienna Business School. Kurz darauf begann sie ihr Studium der Sportwissenschaft mit dem Schwerpunkt Sportmanagement der Universität Wien. 
Während dieser Zeit lebte sie auch sechs Monate auf Gran Canaria und belegte dort ein Auslandssemester an der Universität Las Palmas de Gran Canaria (ULPGC). Schon in ihrer Studienzeit absolvierte sie diverse Praktika bei Medienunternehmen wie Radio 88.6, der Kronenzeitung oder Austria 9. Im Oktober 2012 beendete Inhof ihr Studium mit dem Bachelor. Außerdem ist sie Absolventin der WIFI-Medienakademie.

## Karriere
2009 stand Inhof zum ersten Mal vor einer Kamera. Bei Vienna Online war sie knapp zwei Jahre als Reporterin unterwegs. Anschließend kam der Wechsel zu W24, wo sie zunächst Guten Morgen Wien moderierte und ab 2012 das Gesicht der täglichen Live-Sendung Guten Abend Wien war.
Zusätzlich zu ihrer Tätigkeit bei W24 engagierte sie 2012 der österreichweite TV-Sender PULS 4 für die Übertragungen der UEFA Champions League. Diese moderierte sie gemeinsam mit Christian Nehiba und Frenk Schinkels.
Bei W24 übernahm Inhof außerdem das Format Immobilien für Wien, die Hauptabendshow Best of sowie die Moderation der Programmpräsentationen des Senders.
2015 verstärkte sie mehrere Monate lang das Moderatorenteam von Sky Sport News HD und präsentierte dort mehrmals wöchentlich die Sportnachrichten. Parallel dazu moderierte Inhof gemeinsam mit Andi Knoll Die große Chance der Chöre in ORF eins.
Seit 2016 ist Inhof ausschließlich für den ORF tätig und moderiert dort für das Fußball-Ressort, worunter Sendungen der Champions League, Fußball-Bundesliga, 2. Liga, ÖFB-Cup und Zusammenfassungen von Spielen der Österreichischen Fußballnationalmannschaft fallen. Sie war auch Teil des ORF-Teams bei der Fußball-EM 2016 in Frankreich. Außerdem präsentierte sie 2016 erneut mit Andi Knoll Die große Chance der Chöre.
2017 verkündete Inhof beim Finale des Eurovision Song Contest Österreichs Punkte und löste damit Kati Bellowitsch als Punktesprecherin ab. Im Rahmen der Fußball-WM 2018 präsentierte sie gemeinsam mit Christian Diendorfer den WM Klub in ORF eins. Seit 2018 moderiert Inhof jährlich das Format Alles Opernball rund um den Wiener Opernball. Im Herbst 2020 moderierte sie als Ersatz für Mirjam Weichselbraun die Tanzsendung Dancing Stars.
2021 nahm sie mit dem Tanzprofi Dimitar Stefanin als Kandidatin an der Show teil und erreichte den dritten Platz. Außerdem war Inhof als Moderatorin bei der Fußball-EM im Einsatz und somit erneut Teil des ORF-Teams. 2022 moderierte sie bei der Frauenfußball-EM und der Fußball-WM.
Neben ihren Fernsehauftritten ist Kristina Inhof als Eventmoderatorin tätig. 2013 und 2014 moderierte sie das Finale der EHF Champions League in der Lanxess Arena.

## Persönliches
Inhof lebt in Niederösterreich. Neben Deutsch spricht sie auch Englisch fließend und Spanisch gut. 
Im Rahmen der Romyverleihung 2023 gab sie ihre Verlobung mit dem ehemaligen Radrennfahrer Georg Lauscha bekannt. Im April 2024 wurden sie Eltern einer gemeinsamen Tochter.

## Auszeichnungen
- 2021: Romy in der Kategorie Beliebteste Moderatorin Show/Unterhaltung
- 2021: Merkur-Award (Auszeichnung der Handelsakademien und Handelsschulen der Wiener Kaufmannschaft) als Absolventin des Jahres der Vienna Business School in Mödling[13]
- 2021 und 2023: Journalistin des Jahres in der Kategorie Sport[14][15]